# كريستوف بيترز
كريستوف بيترز (بالألمانية: Christoph Peters)‏ هو كاتب ألماني، ولد في 11 أكتوبر 1966 في كالكار في ألمانيا.

## وصلات خارجية
- كريستوف بيترز على موقع مونزينجر (الألمانية)